# کژشوو (استان سلیزیا سفلی)
کژشوو (به لهستانی:  Krzeszów) یک روستا در لهستان است که در گمینا کامیننا گورا واقع شده‌است.
 کژشوو  ۱٬۴۰۰ نفر جمعیت دارد.